# 法の支配
法の支配（ほうのしはい、英語: rule of law）は、専断的な国家権力の支配を排し、権力を法で拘束するという英米法系の基本的原理である。法治主義とは異なる概念である。
「法の支配」とは、統治される物だけでなく統治する側もまた、より高次の法によって拘束されなければならないという考え方である。大陸法的な法治主義とは異なり、法の支配では法律をもってしても犯しえない権利があり、これを自然法や憲法などが規定していると考える。
- 法の支配における「法」[注釈 1] とは、全法秩序のうち、「根本法」と「基本法」のことを指す[2]。
- 法の支配は、歴史的には、中世イギリスの「法の優位」の思想から生まれた英米法系の基本原理である[3]。
- 法の支配は、専断的な国家権力の支配、すなわち人の支配（議会の多数派を含む）を排し、全ての統治権力を（折々の権力者、あるいは議会の多数派の主張する法ではなく、理性により整理され、圧倒的大多数の諸国民により信任されるであろう）「法」で拘束することによって、被治者の権利ないし自由を保障することを目的とする立憲主義に基づく原理であり、自由主義、民主主義とも密接に結びついている[3]。
- 法の支配は、極めて歴史的な概念で、時代や国、論者により異なる様相を呈する多義的な概念である点に留意が必要である[3]。

## 歴史

### 古代
「法の支配」の原型は、古代ギリシアのプラトン やアリストテレスの思想 を経て発展したローマ法やヘレニズム法学に求める見解や、古き良き法に由来する中世のゲルマン法に求める見解もあり、一定しない。比較法学の観点では世界各地の諸部族には固有の法体系が確認され、多くの場合は仲裁者としての法の管理人の口唱により伝承される種類のものであって、彼らにより新たな法が「発見」されることはあっても部族長が容易に創作できる物ではなかったと考えられている。

### 中世
「法の支配」が、明確な形としてあらわれたのが中世のイギリスにおいてであることには、ほぼ異論がない。
ヘンリー・ブラクトンの「王は人の下にあってはならない。しかし、国王といえども神と法の下にある」という法諺が引用されるように少なくとも中世のイギリスに「法の優位」(Supremacy of Law) の思想は存在していたとされる。中世のイギリスでは、国王さえ服従すべき高次の法（higher law）があると考えられ、これは「根本法」ないし「基本法」（Fundamental Law）と呼ばれ、この観念が近代立憲主義へと引きつがれるのである。そのため、法の支配は、立憲主義に基づく原理とされている。
当時はボローニャ大学で、ローマ法の研究が進み、1240年にローマ法大全の『標準注釈』が編纂されると、 西欧諸国から留学生が集まるようになり、英国にもオクスフォード大学、ケンブリッジ大学が相次いで設立されるなどしてローマ法の理論が研究され、一部持ち込まれたという時代であるが、既に英国全土の共通法ともいえるコモン・ローの発展を見ていた英国では、大陸において発展した「一般法」（ユス・コムーネ、jus commune）を取り込む必要は乏しかった。そのため、後にローマ法に由来する主権の概念とコモン・ローとの緊張関係が問題となったが、英国では、「法の主権」の概念の下、「法の優位」が説かれたことがあった。しかし、その思想は、封建領主と領民との間の封建的身分が前提とされた関係理論に基づいていたのであって、マグナ・カルタにおいては、バロンの有する中世的特権の保護するために援用されたのである。また、その思想は、被治者の権利・自由の保護を目的としていたわけではなく、道徳・古来の慣習法と密接に結びついた当時のキリスト教的な自然法論と親和性のあるものであったのである。
以上に対し、被治者の権利・自由の保障を目的とする近代的な意味での「法の支配」は、中世以後徐々にコモン・ロー体系が確立していったイギリスにおいてマグナ・カルタ以来の法の歴史を踏まえ、中世的な「法の優位」の思想を確認する形で、16世紀から17世紀にかけて、法曹によって発展させられた。
1606年、エドワード・コーク卿は、王権神授説によって「国王主権」を主張する時の国王ジェームズ1世に対し、ブラクトンの法諺を引用した上で、「王権も法の下にある。法の技法は法律家でないとわからないので、王の判断が法律家の判断に優先することはない。」と諫めたとされる。ここでは、コモン・ロー裁判所裁判官の専門的法判断の王権に対する優位が説かれており、中世的特権の保護から、市民的自由の保護への足がかりが得られるきっかけを作られたといえる。
1610年、コークによる医師ボナム事件の判決は、コモン・ローに反する制定法は無効と判示し、司法権の優位の思想を導くきっかけを作ったとされる。
1610年、トマス・ヘドリィ(Thomas Hedley)の庶民院における長大な演説によってノルマン征服以前の古き国制（ancient constitution）の伝統を理由にコモン・ローの本質が明らかにされ、以後、議会ではヘドリィによって定式化されたコモンローの優位が繰り返し説かれることになった。ここでは、「庶民」（commoner）が議会に政治的参加をすることによって制定される法律の王権に対する優位が説かれており、民主主義と法の支配が密接に結びつくきっかけが作られたのである。そのため、法の支配は、民主主義とも密接に関連する原理とされている。
1688年、メアリーとその夫でオランダ統領のウィリアム3世（ウィレム3世）をイングランド王位に即位させた名誉革命が起こると、これを受けて1701年王位継承法で裁判官の身分保障が規定されることによって法の支配は現実の制度として確立したのである。

### アメリカ合衆国における法の支配
1787年、アレグサンダー・ハミルトンらによって成文憲法として起草されたのがアメリカ合衆国憲法であるが、これは「法の支配」を成文憲法によって実現しようとするものであった。合衆国は、イギリスが立憲君主制をとるのと異なり、共和制を採用し、執政体としては、君主に代わり大統領を選挙によって選出するものとした上で間接民主制をとって立憲主義を採用したのである。ここでいう共和制とは、人民主権の下、選出された代表者が権力を行使する政体のことである。
1803年、マーベリー対マディソン事件をきっかけに米国で発祥した違憲立法審査権は、コークの医師ボナム事件の判決にヒントを得て、「法の支配」から発想された憲法原理の一つである。
2025年、第47代大統領ドナルド・トランプは、法の支配から逸脱した政治を実施していると指摘されている。

## 解説
法の支配における法(Law)とは、不文法であるコモン・ローおよび国会が制定する個々の法律（a law、laws）を含めた全法秩序のうち、基本法（Fundamental laws）のことを指す。基本法は、形式的意義の憲法（憲法典）と区別する意味で、実質的意義の憲法と呼ばれている。アメリカ合衆国、日本では、成文憲法典を制定されているので、基本法は原則として憲法典のことを指すが、それに限定されるわけではない。
法の支配は、国会が権限を濫用して被治者の自由ないし権利を侵害することがあり得ることを前提とするものであって、権力に対し懐疑的で、立憲主義、権力分立と密接に結び付いている。ただし、どのように権力を分離するのかはその国の歴史によって異なり、合衆国のように厳格に三権に分立するというものでは必ずしもなく、イギリスのように議会と裁判所を明確に分離しないというような国もある。詳細は英国法#歴史を参照。
法の支配は、名誉革命によって近代的憲法原理として確立したものであり、上掲のヘドリィの庶民院での演説によって明らかにされているように民主主義とも密接に結びついている。ただし、イギリスのように立憲君主制とも、合衆国のように共和制とも結びつき得るものであり、その国の歴史によって異なる多義的な概念である。ここでいう共和制とは、人民主権の下、選出された代表者が権力を行使する政体のことである。
その目的は、人の支配を排し、全ての統治権力を法で拘束することによって、被治者の「権利ないし自由」を保障することである。法の支配は、戦後現代的変容を余儀なくされており、その多義性ゆえ議論は錯綜を極めている。

### ダイシーと法の支配
法の支配を理論化したのは、ダイシーの『憲法序説』であり、以後議会主権（Parliamentary Sovereignty）と法の支配がイギリス憲法の二大原理とされるようになった。
ダイシーによれば、法の支配は以下の三つの内容をもつものとされる。
1. 専断的権力の支配を排した、基本法の支配（人の支配の否定）
2. すべての人が法律と通常の裁判所に服すること（法の前の平等、特別裁判所の禁止）
3. 具体的な紛争についての裁判所の判決の結果の集積が基本法の一般原則となること。(具体的権利性)

ただし、ダイシー流の法の支配に対しては、ダイシー自身の政治思想や当時のイギリスの政治状況、例えば、コレクティビズム（集産主義）という概念を作り出し批判するのは、自身の政治信条であるホイッグを擁護する点にあるのではないか、フランスでは行政行為に司法審査が及ばないと誤解したことに端を発する行政法に対する不寛容、法の支配の第3番目の内容は国会主権を否定するに等しいなどジェニングズによる体系だった批判がなされているが、ダイシー流の法の支配は現在でもイギリスの公法学界において多大な影響力を有している。
また、国会主権と法の支配との関係については、ハートVSロン・フラー論争を代表に議論がなされているが、ダイシー流の法の支配は、国会を上訴権のない裁判所ととらえることなどにより国会主権が多数者支配を是認するものとはとらえず、コモン・ローの伝統的理解にむしろ忠実なものであるとの理解がイギリスの公法学界では通説とされている。

### 法の支配と法治主義
大陸法系においては、ローマ法が普及するに伴い「法の支配（Rule of Law）」は衰退し、19世紀後半にドイツのルドルフ・フォン・グナイストが理論的に発展させた「法治主義」（rule by laws、独：Rechtsstaat）が浸透していった。
法治主義は、法律によって権力を制限しようとする点で一見「法の支配」と同じにみえるが、法治主義は、手続として正当に成立した法律であれば、その内容の適正を問わない。したがって、「法の支配」が民主主義と結びついて発展した原理であるのと異なり、法治主義はどのような政治体制とも結びつき得る原理である。このような意味での法治主義を後に述べる実質的法治主義と対比する意味で「形式的法治主義」と呼ぶこともある。
他方、「法の支配」の下においては、たとえ「法律（立法）」の手続を経てなされるとしても、法律の内容は適正でなければならず、権利・自由の保障こそ本質的であるとする点に法治主義との差がある。このような違いが歴史的に生じたのは、イギリスにおいては、法とは、「古き国制」に由来する人の意思を超えたものであって、人の手によって創造され得るものでなく、発見するものであると伝統的に考えられてきたことが背景にあるとされている。
もっとも、現在では、ドイツでは、法律の内容の適正が要求される「実質的法治主義」の考え方が主流となっているが、反対に、イギリスでは、アンドレ・マルモーが代表する「古き良き法と法の支配は異なる」とする論調のように、多義的な概念である法の支配に政治哲学的な価値を持ち込むこと自体を批判し、法の支配と（形式的）法治主義を同視する見解が多い。

### 日本での展開
日本の法体系は、長らく慣習法を基調としてきたが、近代化の推進の為、明治憲法は、プロイセン・ドイツ法に準拠することとなり、以後、法体系は大陸法系を基調として、明治憲法下でも（形式的）法治主義（法律による行政の原則）は認められてきた。
その後、アメリカ法に影響を受けた日本国憲法が制定されると、日本国憲法が法の支配を採用しているものなのかが問題となったが、制定法主義をとり、判例法主義をとるものではないという前提がある以上、ダイシー流の法の支配は採用されていないという点には異論はなく、結局は多義的な法の支配の内容をどのように解するかによってその結論が導かれると解されるようになった。
現在の日本の憲法学においては、「法の支配」の内容は以下の4つとされている。
1. 人権の保障 ： 憲法は人権の保障を目的とする。
2. 憲法の最高法規性 ： 法律・政令・省令・条例・規則など各種法規範の中で、憲法は最高の位置を占めるものであり、それに反する全ての法規範は効力を持たない。
3. 司法権重視 ： 法の支配においては、立法権・行政権などの国家権力に対する抑制手段として、裁判所は極めて重要な役割を果たす。
4. 適正手続の保障 ： 法内容の適正のみならず、手続きの公正さもまた要求される。この法の適正手続、即ちデュー・プロセス・オブ・ロー（due process of law）の保障は英米法の基本概念の一つでもある。

日本国憲法は、権利の保障は第3章で、憲法の最高法規性は第10章で、司法権重視は76条・81条で、適正手続の保障は31条で、それぞれ定めているので、「法の支配」を満足していると見なされている。
これに対しては、日本国憲法施行の当初から、GHQによる検閲や農地改革等により権利の保障は大きく歪められ、また、最高裁の下す違憲判決の少なさから、日本において「法の支配」は十分に機能していないとする見解もある。
このように、現在の日本の公法学において、「法の支配」という概念が広く受容されるようになったが、そのため戦前とられていた法治主義との関係が問題とされるようになった。
現在の日本の憲法学では、ドイツと同様に実質的法治主義と法の支配を統一的に理解する見解が多数であるが、以下に述べるとおり両者を厳格に区別し、法の支配に一定の積極的な意義を見出す論者もいる。
佐藤幸治は、伝統的な「法の支配」における「法」という観念が自律的で自然発生的なルールという意味合いを有していることを指摘して、日本の「法律」という観念との違いに言及し、法の支配を採用して、行政裁判所を廃止した日本国憲法下においても、公定力といった旧憲法下での行政法理論が生き続ける日本の公法解釈のあり方に疑問を呈するだけでなく、（実質的）法治主義は行政による事前抑制に親和的であるのに対し、法の支配は司法による事後抑制に親和的で、国民の司法への積極的な参加とこれを支える多くの法曹の存在が必要であるという積極的な意義がある点に違いがあるとする。
これに対して、阪本昌成は、法の観念については、佐藤と同じく自生的秩序であるとして法の支配と法治主義を厳格に区別しつつも、法の支配を主権者も法律さえも拘束するメタ・ルールであるととらえ、佐藤とは正反対に、国民に一定の行為を要求するものではありえず、むしろ法の形式に着目し、それが一般的・抽象的でなければならず、その内容も没価値的・中立的なものであることを要求するものであるとして、法の支配に政治哲学的な価値を持ち込むことに反対する。英国の公法学界の通説と結論を同じくするが、阪本の学説は、スコットランドの古典的自由主義の系譜を継ぐものなので、当然のことといえる。

## 国際法の支配
国際法が法でなければ国際関係を規律する「法の支配」の問題も存在しない。しかしながら、従来から国家は国際法の問題を法的問題として取り扱ってきている。
国際紛争の解決にあたっては、司法的解決よりも政治的解決がより重要である。これは「法の支配」と矛盾するものではない。なぜなら、国家内の政治的方法は法の支配のもとで行われ、かつ国際政治は「法の支配」のもとで行いうるからである。

## 国連と持続可能な開発目標2030アジェンダ
二国あるいはそれ以上の多国間での紛争の場合において、深刻な「法の支配」の問題がたち現れる。
国際連合総会が1948年に採択した世界人権宣言の前文では、「人間が専制と圧制とにたいする最後の手段として反逆に訴えることがないようにするためには、法の支配によって人権保護することが肝心である」と明記されている。
国連の2030年までに達成すべき目標として掲げる持続可能な開発目標(SDGs)のターゲット16.3において、法の支配を国家及び国際的なレベルで促進し、すべての人々に司法への平等なアクセスを提供することを謳っている。

## 法の支配と経済思想との関係性
フリードリヒ・ハイエクの考えでは、「法の支配」は政府の介入を最小限にし、個人の自由な経済活動を守るための基本原則であるとした。ミルトン・フリードマンは、特に『資本主義と自由』（Capitalism and Freedom）や『選択の自由』（Free to Choose）において、法の支配と自由市場の関係を強調した。